# Lake D’Arbonne
Der Lake Darbonne ist ein Stausee im Norden des US-Bundesstaates Louisiana. Er liegt in unmittelbarer Nähe der Kleinstadt Farmerville, dem Verwaltungssitz des Union Parish. Die Wasserfläche beträgt 62 Quadratkilometer.
Der See liegt isoliert in ländlicher Umgebung und dient als Fischgrund. Er ist namengebend für den angrenzenden Lake D’Arbonne State Park, ein vom Staat Louisiana getragenes Camping- und Erholungsgebiet.